# Királyi Ítélőtábla
A Királyi Ítélőtábla (1868-ig a Pesti Királyi Ítélőtábla, majd Budapesti Királyi Ítélőtábla) a Magyar Királyi Kúriának része volt, elnöke a királyi személynök (Personalis Praesentiae Regiae in Judiciis Locumtenens), akit régi szokás szerint a köznemesek sorából neveztek ki. 
Az 1723. évi XXV. tc. szerint 23 tagból állott, ezek között 2 főpap, 2 főúr, az alnádor, alországbíró, a 4 ítélőmester és a királyi ügyek igazgatója. Két közbírót a prímás nevezett ki. Idővel a szükséghez képest a bírói tagok száma jelentékenyen emelkedett. Ez a Királyi Ítélőtábla azokban a perekben, melyekben a gyökeres jogot kellett bizonyítani, továbbá a privilégiumok érvényét és értelmezését tárgyaló, valamint országgyűlési perekben, felségsértési, hűtlenségi, nagyobb hatalmaskodási, lázadási, pénzhamisítási és más fontosabb bűnesetekben mint elsőfokú bíróság, egyéb esetekben mint fellebbviteli bíróság járt el, és 1848-ig – két főpap és két főúr kivételével – az alsó táblának egyik alkatrésze is volt. 
Polgári ügyekben az 1868. évi LIX., bűnvádi ügyekben az 1871. évi XXXI. tc. a Királyi Ítélőtábla elsőfokú bírói hatóságát megszüntette, ezt követően tehát a Királyi Ítélőtábla kizárólag fellebbviteli bíróságként működött. Az 1868. évi LIV. tc-kel megállapított bírói szervezettel a Királyi Ítélőtábla megszűnt a Királyi Kúria részét képezni. 
Az 1890-es évekig a pesti, illetve budapesti Királyi Ítélőtáblán kivül még csak egy Királyi Ítélőtábla volt Marosvásárhelyen az erdélyi részekre kiterjedő hatáskörrel. Ezt az állapotot a felső bíróságok előtt is életbe léptetendő szóbeliség és közvetlenséggel összeegyeztethetetlennek, de különben is tarthatatlannak ismertetvén fel, több Királyi Ítélőtábláknak felállítása általánosan érzett szükséggé vált. Ez a mozgalom, mely a Királyi Ítélőtábla feloszlása vagy az ún. decentralizáció név alatt ismeretes, az 1890. évi XXV. tc.-ben vezetett eredményre. Ez a törvény az eddigi két Királyi Ítélőtábla helyett 11 Királyi ítélőtáblát állított fel; és pedig: Budapest, Debrecen, Győr, Kassa, Kolozsvár, Marosvásárhely, Nagyvárad, Pécs, Pozsony, Szeged és Temesvár székhelyekkel. 
Az ekkor szervezett Királyi Ítélőtáblák 1891. május 1-jén kezdték meg működésüket. A Budapesti Királyi Ítélőtábla volt a legnagyobb, kerületéhez 12 törvényszék tartozott. A budapesti Királyi Ítélőtábla továbbá, Erdély kivételével, az egész országra kiterjedő hatáskörrel is bírt, amennyiben felségsértés, a király és a királyi ház tagjainak bántalmazása, királysértés, hűtlenség, lázadás és pénzhamisítás eseteiben a budapesti királyi törvényszék az egész országra – Erdélyt kivéve – kiterjedő külön bírósági hatáskörrel bírván, ezekben az esetekben a másodfokú bírói hatóságot csakis a Budapesti Királyi Ítélőtábla gyakorolta, mint amelynek kerületéhez a budapesti királyi törvényszék tartozott. Az erdélyi részekre ezekben a bűnperekben csak a marosvásárhelyi királyi törvényszék bírt hatáskörrel, másodfokban tehát a marosvásárhelyi Királyi Ítélőtábla járt el. Gyakorlati bírói vizsgát csak a budapesti Királyi Ítélőtáblánál, ügyvédi vizsgát a budapestinél és Erdélyben a marosvásárhelyi Királyi Ítélőtáblánál lehetett tenni. 
A Királyi Ítélőtáblák egy-egy elnök (a budapestinél ideiglenesen egy alelnök is), továbbá megfelelő számu tanácselnökök és birákból állanak. Az összes ítélőbirák létszámának maximuma 245 főben volt törvényileg meghatározva. A budapesti Királyi Ítélőtábla elnöke hivatalánál fogva és annak tartama alatt a főrendiháznak tagja volt. 
A Királyi Ítélőtábla hatáskörében az 1883. évi VI. és főleg az 1893. évi XVIII. tc.-k idéztek elő változást. Az első annyiban, amennyiben bizonyos csekélyebb fontosságú, a királyi járásbíróságok hatásköréhez tartozó bűnesetekben (könnyű testi sértés vétsége, puszta pénzbüntetéssel büntetendő becsületsértés vétsége és néhány kihágás) a királyi törvényszékek mint másodfokú, a Királyi Ítélőtábla mint harmadfokú bíróság jártak el. Míg a második törvény a sommás eljárás alá tartozó polgári pereken a fellebbezési bíráskodást kizárólag a királyi törvényszéknek, mint fellebbezési bíróságnak ítélete ellen, mint felülvizsgálati bíróság jár el azokban a perekben, amelyekben a per tárgyának értéke 500 forintot meg nem haladta. A Királyi Ítélőtábla az egyes bíróságtól fellebbvitt ügyekben háromtagú, a törvényszékektől fellebbvitt ügyekben öttagú tanácsban határozott.